# 耶斯
耶斯（法語：Hiesse，法語發音：[jɛs]）是法国夏朗德省的一个市镇，属于孔福朗区。

## 地理
耶斯（46°3'22"N, 0°35'29"E）面积24.75 平方千米，位于法国新阿基坦大区夏朗德省，该省份为法国西部内陆省份，北起德塞夫勒省和维埃纳省，东临上维埃纳省，东南至多尔多涅省，南至多爾多涅省，西接滨海夏朗德省。
与耶斯接壤的市镇（或旧市镇、城区）包括：阿卢、维埃纳河畔昂萨克、孔福朗、埃普内德、莱萨克、普雷萨克。

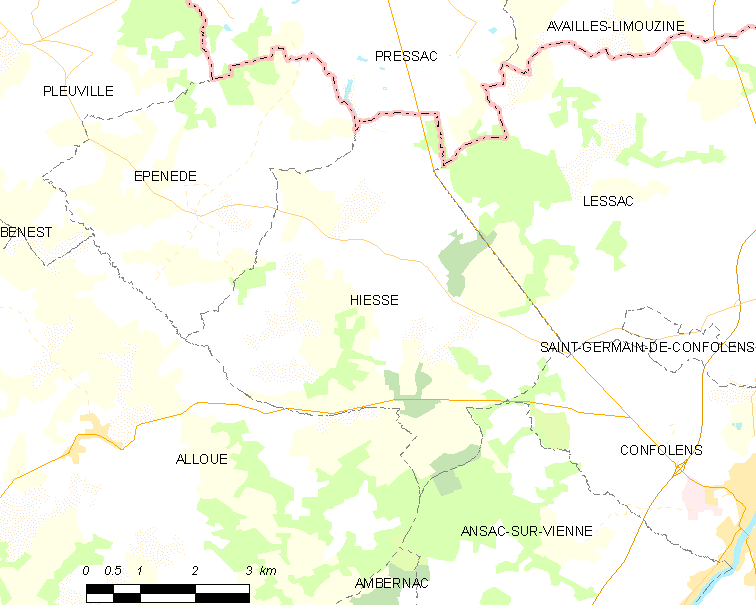
耶斯的OSM定位图

耶斯的时区为UTC+01:00、UTC+02:00（夏令时）。

## 行政
耶斯的邮政编码为16490，INSEE市镇编码为16164。

## 政治
耶斯所属的省级选区为夏朗德-维埃纳县。

## 人口

1962-2008年间耶斯人口变化图示

耶斯于2022年1月1日时的人口数量为238人。